# Хутба
Хутба (на арабски:خطبة) е мюсюлманска проповед, четена от имама по време на петъчното полудневно богослужение в джамията, а така също и по празници.